# Raphidocelis subcapitata
Espèce
Raphidocelis subcapitata, anciennement dénommée Selenastrum capricornutum ou Pseudokirchneriella subcapitata, est une espèce de microalgues de la famille des Selenastraceae.

## Description
Les cellules, généralement solitaires, ont une forme de croissant évoquant une faucille. Elles mesurent de 8 à 14 µm de long et de 2 à 3 µm de large.

## Espèce bio-indocatrice
Cette espèce est communément utilisée comme bio-indicateur pour évaluer les niveaux de nutriments ou de substances toxiques en eau douce. Elle est en effet sensible à la présence de substances toxiques dont les métaux et est omniprésente d'où son utilisation en écotoxicologie,. Elle est plus performante que Chara vulgaris aux faibles concentrations de chlorure de sodium, mais cette dernière lui est préférée en cas de stress salin.

## Systématique
Le nom correct complet (avec auteur) de ce taxon est Raphidocelis subcapitata (Korshikov) Nygaard, Komárek, J.Kristiansen & O.M.Skulberg, 1987.
Raphidocelis subcapitata a pour synonymes :
- synonyme homotypique :
  - Ankistrodesmus subcapitatus Korshikov, 1953
- synonymes hétérotypiques :
  - Kirchneria subcapitata (Korshikov) Hindák, 1988
  - Kirchneriella subcapitata Korshikov, 1953
  - Pseudokirchneriella subcapitata (Korshikov) Hindák, 1990

## Publication originale
Nygaard, G., Komárek, J., Kristiansen, J. & Skulberg, O.M. (1987 '1986'). Taxonomic designations of the bioassay alga NIVA-CHL 1 ("Selenastrum capricornum") and some related strains. Opera Botanica 90: 1-46, 35 figs, 9 tables.